# Front national pour la défense de la Constitution

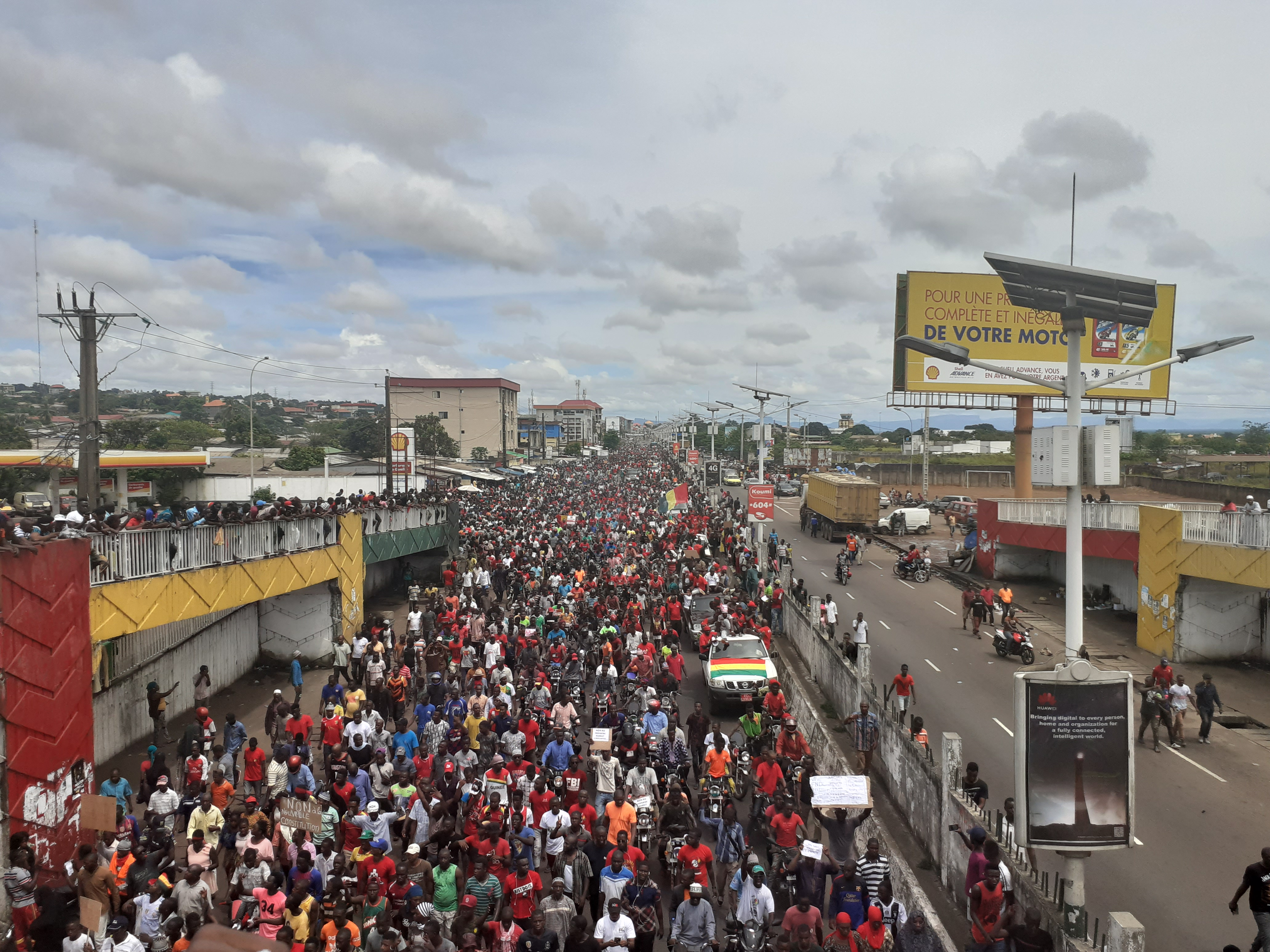
Manifestation du 24 octobre sur l'autoroute Fidel Castro.

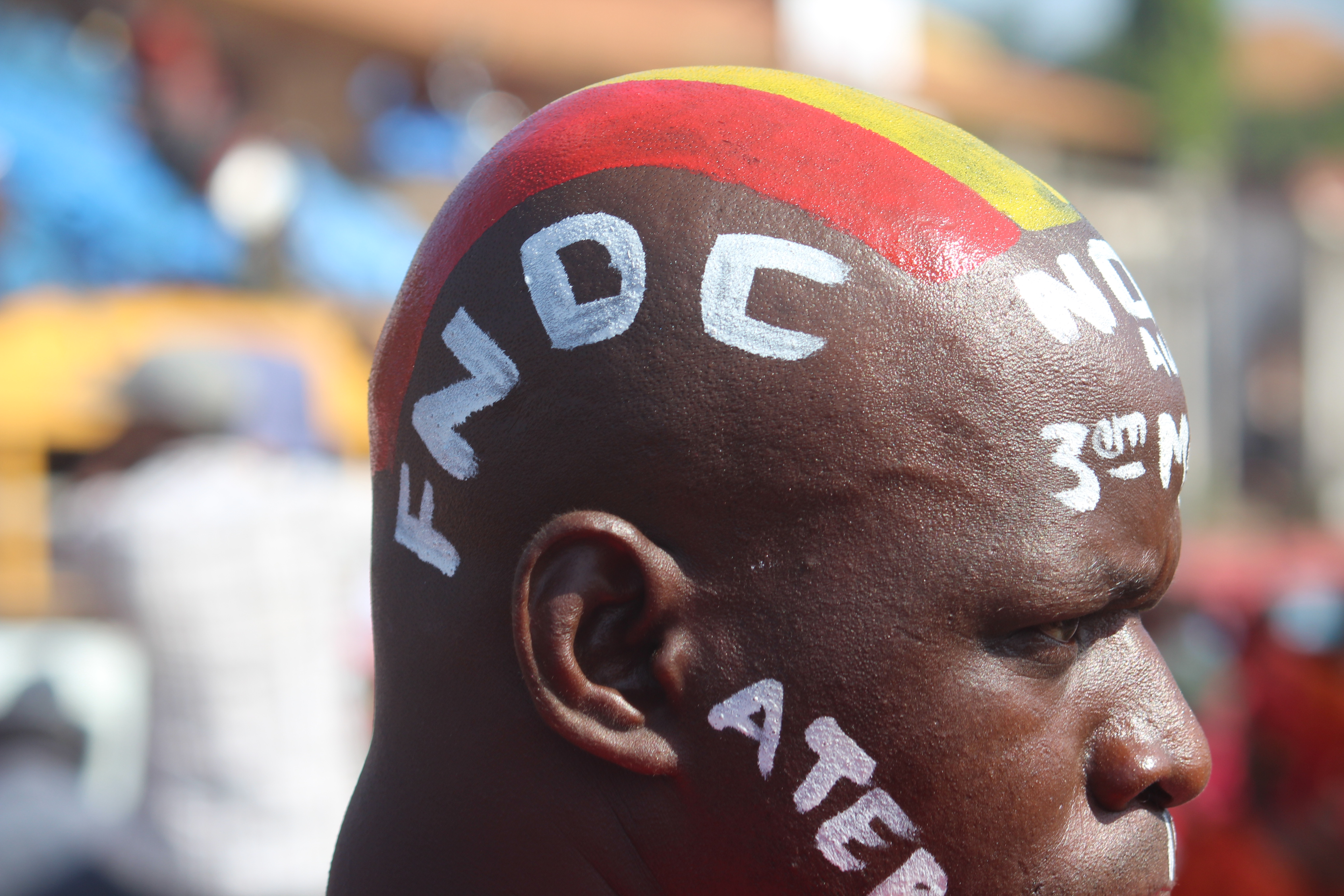
Manifestant

Le Front national pour la défense de la Constitution (FNDC) est un regroupement civique qui est à l'origine d'une série de manifestations du 14 octobre 2019 en Guinée pour protester contre la modification ou l'adoption d'une nouvelle constitution qui a conduit le président Alpha Condé à un troisième mandat présidentiel.
Le mouvement et d'autres organisations soucieux du respect des droits de l'homme en Guinée seront arrêter et condamnation.
D'une ampleur inédite depuis des décennies, ces manifestations, qui ont lieu dans la capitale, à l'intérieur du pays notamment Labé, Mali, Lelouma, Dalaba, Nzérékoré, Mamou, Boké, Kindia, Guéckédou, Macenta et à l'internationale dans plusieurs pays à l'appel de la coordination nationale du mouvement.
La pandémie de coronavirus conduit à la suspension des marches, tandis que le régime d'Alpha Condé promulgue la nouvelle constitution du référendum du 22 mars 2020.
Quant au FNDC, il rejette la nouvelle constitution et les législatives, appelle à de nouvelles élections.
Contre toute attente, le président Alpha Condé sera investi le 21 décembre 2020 pour un mandat de six ans qui ne durera que neuf mois avant d'être renversé le 5 septembre 2021 par le CNRD dirigé par le colonel Mamadi Doumbouya.
Il est dirigé par Oumar Sylla (Foniké Menguè) depuis le 3 février 2022.

## Déroulement

### Revendications et slogans
Les manifestants réclament en premier lieu la non-candidature d'Alpha Condé à un troisième mandat et la non-modification ou la nouvelle constitution en Guinée. De façon plus générale, ils appellent à plus de démocratie, des slogans « Touche pas ma constitution », « Alpha Condé dictateur », « Non au 3e mandat », « Non à la nouvelle constitution », « Nous voulons un ancien président vivant » et en langues nationales « Amoulanfé » en soso, « Latotako » en peul, « Ateben » en malinké. Le slogan « Fou fou fou ou la 3e Dos » lancé par l'artiste reggaeman Tiken Jah Fakoly sur son compte Facebook, devient viral sur les réseaux sociaux.

### Chronologie

#### Prémices
Dans une déclaration du 22 septembre, le chef de l’État Alpha Condé a demandé à ses partisans de se préparer pour le référendum et à des élections en marge l’Assemblée générale de l’ONU à  New York,,.
Le Front opposé au changement constitutionnel dans une déclaration le 7 octobre 2019 lue devant la presse par le coordinateur national Abdourahmane Sanoh, je cite le président Alpha Condé a exprimé publiquement le 23 septembre 2019 sa décision de faire un coup d’État constitutionnel aux conséquences néfastes pour la Guinée et pour la sous-région.
Par conséquent le FNDC lance un appel à la mobilisation de tous les guinéens pour faire barrage à ce macabre projet des ennemis de notre pays et qu’il rendra Alpha Condé responsable de toute violence contre les citoyens et leurs biens durant ces manifestations dont l’unique but est de défendre pacifiquement la constitution de mai 2010.
Après sa déclaration le 12 octobre 2019 à deux jours de la manifestation, Abdourahmane Sanoh, coordinateur national du FNDC, Ibrahim Diallo le chargé des opérations, Sékou Koundouno responsable des stratégies, l’artiste Bill de Sam, le blogueur Abdoulaye Oumou Sow et l’activiste Bailo Diallo sont accusés de troubles à l’ordre public et d’incitation à la désobéissance civile,.

### Manifestations du 14 au 17 octobre 2019

#### Conakry
L'appel à manifester du FNDC a été largement suivi à Conakry, elle a regroupé les principales organisations de la société civile et de l’opposition sur des artères publiques qui ont été dispersées par des forces de défense et de sécurité guinéennes.
Des morts, des blessés et un très grand nombre d’arrestations, dont le chanteur Elie Kamano et 27 autres personnes pour attroupement illégal.
Poursuivant la manifestation les 15, 16 et 17 octobre avec la même ardeur on dénombre 10 morts dans le rang des opposants au changement constitutionnel.

### Journée du 23 octobre 2019

#### Conakry
Les femmes du FNDC marchent encadrées par un cordon de femmes policières et de gendarmes du rond-point Hamdallaye jusqu’au stade du 28-Septembre pour exiger la justice pour leurs enfants morts lors des manifestations sociopolitiques en Guinée. 

« On a marché auparavant pour dénoncer ces tueries. On pensait qu’on avait été entendues. Mais il a fallu que les manifestations reprennent pour qu’on tue comme d’habitude. On ne peut pas rester passives face à ces actes »

 selon Hadja Maimouna Bah, la porte-parole des femmes du FNDC,.

« C’est des jeunes qui ont moins de 30 ans, vous avez des élèves, des lycéens, des collégiens. Il faut que l’impunité s’arrête en Guinée, parce que sinon on ne pourra pas s’en sortir. Ça radicalise les gens. Le fait de tuer des innocents radicalise des gens, qui se rangent d’un côté, qui se sentent exclus, et ce n’est pas normal »

 pour la journaliste d'Espace TV et militante du droit des femmes Moussa Yéro Bah.

### Journée du 24 octobre 2019

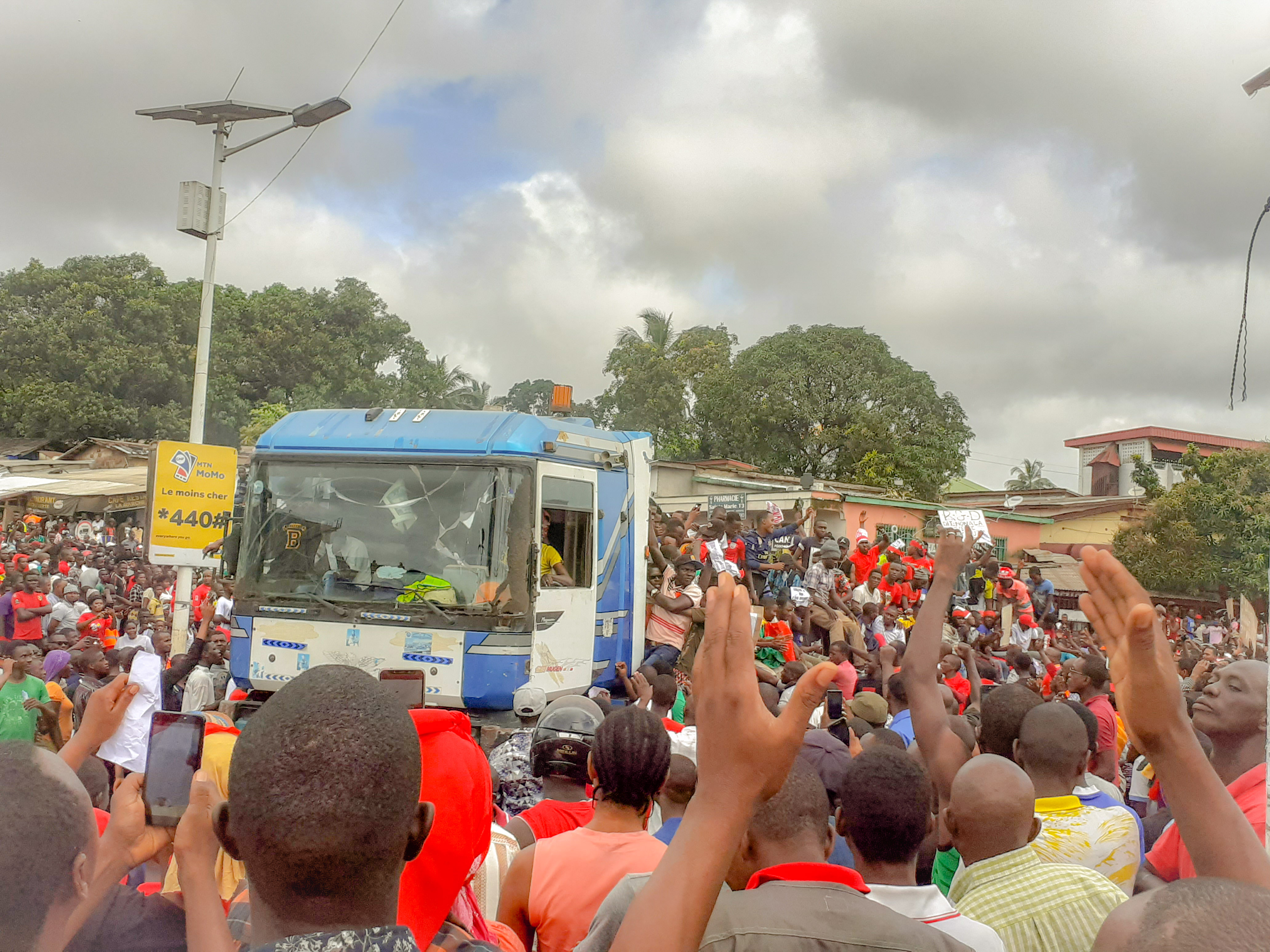
Camion transportant des manifestants le 24 octobre à Conakry

Alors que la répression s'intensifie sur les manifestants, le régime a nié avoir interdit les manifestations en Guinée et a autorisé la manifestation du 24 octobre qui a mobilisé plus de 1 500 000 protestataires selon le FNDC et le gouvernement parle de 30 000 manifestants.

### Journée du 7 novembre 2019

#### Conakry

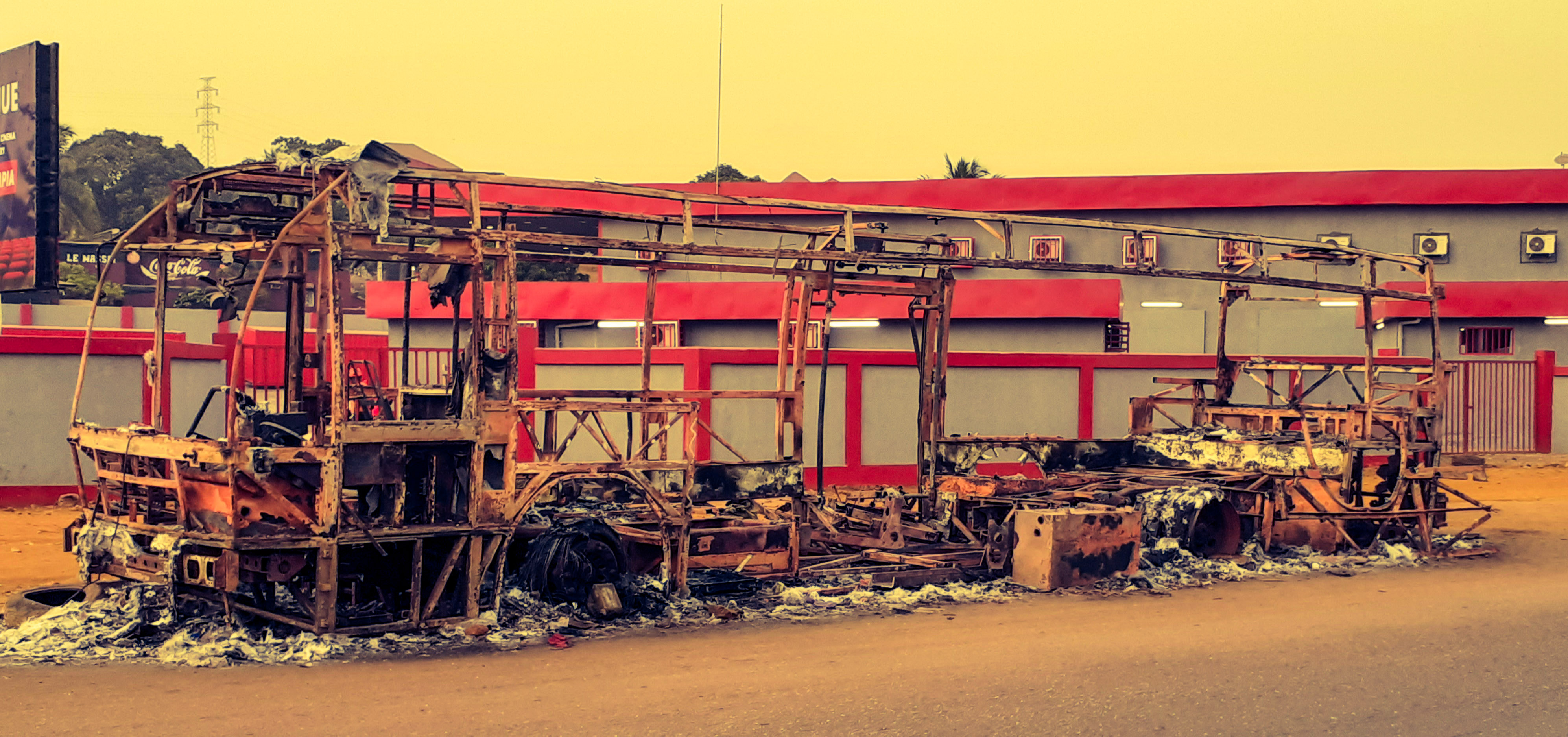
Bus calciné

Le cortège des manifestants parti de la Tannerie au rond-point de l’aéroport, au carrefour de Kondébounyi jusqu'à l'esplanade du stade 28 septembre sans incident majeur.
La journée est immortalisée avec une salutation entre deux leaders en conflits depuis des années, le président de l'UFDG Cellou Dalein Diallo et le président de l'UDD Bah Oury.

### Journée du 14 novembre 2019

#### Conakry
Le cortège des manifestants partis de la Tannerie au rond-point de l’aéroport est stoppé au carrefour de Kondébounyi en tentant de forcer le passage sur un itinéraire non autorisé.
Les manifestants s'opposent aux forces de l'ordre par des jets de pierres, celle-ci répondent par des tirs de gaz lacrymogène pour disperser la foule.
Dans leur fuite, les manifestants se sont attaqués à cinq bus, dont l’un a été entièrement calciné.

#### A l’intérieur
Des manifestations ont eu lieu à Dalaba, Boké, Fria, Mamou, Koundara, Lélouma, Gaoual et Kindia.

### Journée du 28 juillet 2022
Le FNDC appelle pour la second fois à une manifestation après celle du 23 juin 2022, qui a été annulé pour accorder un moratoire d’une semaine au Gouvernement pour la prise en charge de ses revendications. Après son expiration, le mouvement appelle à une série de manifestations citoyennes et pacifiques dans le Grand Conakry (Conakry, Coyah et Dubréka), le jeudi 28 juillet 2022.
Interdite par les autorités, la marche a été remplacée par une manifestation dans le grand Conakry de la nuit du 27 au 29 juillet 2022 entraînant des accrochages entre manifestants et forces de l’ordre.
Sur appel du président Bissau guinéen Oumar Cissoko ambalo les FNDC accordent une trêve d’une semaine pour donner place à la diplomatie lors de la session des chefs d’État du 1er août à Accra sur la crise guinéenne.

### Journée du 15 août 2022
Les membres du FNDC en Europe ont manifesté devant le siège de l'Union européenne contre la décision du MATD sur la dissolution du FNDC à Bruxelles

### Journée du 17 août 2022
À l'appel du FNDC de manifester sur l'étendue du territoire national, les forces de l'ordre ont investi plusieurs villes du pays pour barrer la route aux manifestants, à Conakry la manifestation a fait deux morts et plusieurs arrestations des échauffourées à Labé et Dalaba.

### Journée du 16 février 2023
À l'appel du FNDC et des partis politiques alliés, il y a une manifestation à Conakry qui a fait le bilan de 2 morts, 58 blessés et 47 arrestations selon le FNDC et la police nationale fait état de 7 agents des forces de l'ordre blessés et 7 individus interpellés.

## Arrestations et condamnations

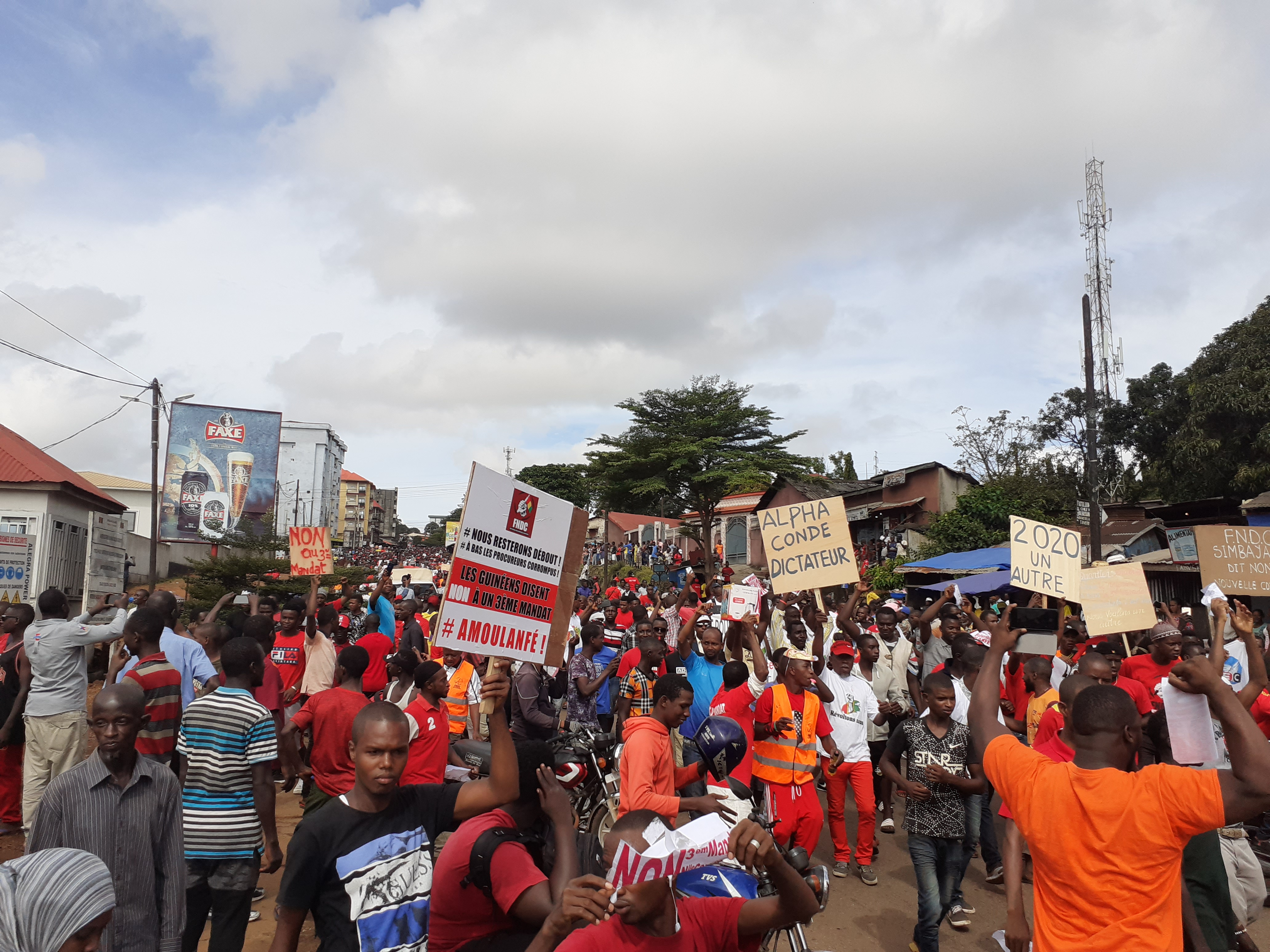
Manifestation sur l'autoroute Fidel Castro.

Après l'intervention de Foniké Menguè responsable de la mobilisation du mouvement dans les GG d'espace FM, annonçant des nouvelles stratégies du FNDC le 17 avril 2019, il est arrêté dans la journée par les forces de défense et de sécurité à son domicile, sis à Commandanyah minière (Conakry) et passera 4 mois en prison avant d'être libéré en août 2019.
Le 9 septembre, il est de nouveaux arrêté en marge de la manifestation du FNDC.
Le 14 octobre 2019, après la déclaration d'Abdourahmane Sanoh coordinateur national du mouvement annonçant les manifestations, il est arrêté avec huit de ses membres, jugés et condamnés au tribunal de Mafanco et Dixinn :
- Abdourahmane Sanoh est condamné à 1 an de prison ;
- Sekou Koundouno, Ibrahima Diallo, Bailo Destin En Main, Elie Kamano, Bill de Sam, Badara Koné sont condamnés à 6 mois d'emprisonnement[39] ;
- trois sont libérés pour délit non constitué.

Les manifestants arrêtés en région, notamment à Boké, Kindia et Mamou, sont libérés pour délit non constitué. Les organisations de défense des droits de l'homme dénoncent les arrestations et la répression en Guinée. Les institutions internationales appellent au dialogue, notamment l'Union européenne et la CEDEAO.
Abdourahmane Sanoh et les 7 condamnés du 22 octobre 2019 bénéficient d'une liberté provisoire le 28 novembre 2019 à la cour d'appel de Conakry,.
Du 25 décembre 2020 au 7 janvier 2021, le chargé des opérations Oumar Sylla Foniké Menguè en prison a fait une grève de la faim pour obtenir son procès qui s'ouvre le 11 janvier et le verdict est rendu le 28 janvier le condamnant à 11 mois de prison ferme et le 10 juin 2021, le juge de la cour d'appel de Conakry le condamne à son tour à 3 ans de prison ferme après que les avocats du mouvement ont interjeté appel,,.
Le 7 septembre 2021, Foniké Menguè et plusieurs autres prisonniers seront libérés par les meneurs du coup d'état du 5 septembre 2021 contre Alpha Condé.
Le 5 juillet 2022, le coordinateur du mouvement Foniké Menguè, Djanii Alpha et Billo Bah ont été mis au arrêt.
Le 8 juillet 2022, ils ont été libérés par le tribunal de première instance de Dixinn pour délit non constitué.
Dans la nuit du 29 au 30 juillet 2022, le coordinateur général du mouvement Foniké Menguè a été arrêté à son domicile à 1h 40 du matin par des hommes en uniforme à la suite de l’appel du parquet général de l’arrestation des organisateurs de la marche du 28 juillet 2022.
Le 22 janvier 2023, Billo Bah est de nouveau arrêté par des hommes en uniforme à Tombolia et déposé à la maison centrale de Conakry.
Après les manifestations du 16 février 2023, le ministre Alphonse Charles Wright ordonne des poursuites à l'encontre de Sékou Koundouno et autres.
Le 10 mai 2023, Foniké Mengué, Bilo Bah et Ibrahima Diallo sont libérés, à la demande des religieux qui font office d'arbitrage dans la négociation entre les forces vives et le gouvernement guinéen qui a abouti à leur jugement puis leur libération,.
Dans la nuit du 9 juillet 2024, Billo Bah, Mohamed Cissé et Foniké Menguè ont été kidnappés par des hommes en tenue militaire et armée chez le dernier à 22h et déposé à un endroit inconnu depuis, leurs avocats et le barreau de Guinée demandent leurs présentations devant les juridictions compétentes. Mohamed Cissé est relâché peut après le kidnapping, en cause son statut de simple cadre au sein du FNDC. On a appris également que plus tard, l'ancien responsable local du FNDC de la zone de Gbèssia, Mamadou Bhoye Diallo, qui devrait assister à leur rencontre pour s'entretenir sur les manifestations à venir du 30 juillet au 1er août 2024, avait été pisté et filé depuis plusieurs jours. Depuis lors, il reste introuvable, sa famille, ses amis et certains membres du FNDC du côté de Gbèssia pensent qu'il a dû quitter le pays nuitamment pour éviter un sort comme ses autres camarades. 
Depuis leurs kidnappings la nuit du 9 juillet 2024, les appeler à leurs libérations fuse de partout en Guinée, notamment les forces vives de Guinée, le barreau de Guinée, le syndicat de presse professionnel de Guinée. Et à l’international des ONG et hommes politiques notamment Guy Marius Sagna au parlement de CEDEAO où Jean-Luc Mélenchon sur X.

## Justice

### Plainte contre la Guinée et la CEDEAO
Le 12 mars, en présence des leaders du FNDC, son coordinateur Abdourahamane Sanoh ; le chef de file de l’opposition, Cellou Dalein Diallo ; le président du PADES, Ousmane Kaba et le président du Bloc Libéral Faya Millimono le procès est ouvert en demandant à la cour de « constater, les violations, par la CEDEAO, des règles communautaires spécialement instituées pour garantir le respect des droits de l’homme, l’État de droit et la préservation de l’ordre constitutionnel ».
Le 19 mars, la juridiction sous-régionale a déclaré que la mesure provisoire demandée par les requérants était désormais sans objet, dans la mesure où les élections n’ont pas eu lieu le 1er mars. En effet, ces élections ont été reportées au 22 mars. En ce qui concerne la requête contre les 14 états membres de la CEDEAO, la Cour s’est déclarée incompétente pour défaut de qualité. Une audience aura cependant lieu le 30 avril prochain à Abuja sur la suite de la procédure
Les leaders du Front National pour la Défense de la Constitution (FNDC) ont adressé un mémorandum à l’endroit de la communauté internationale et aux organisations de défense des droit humains pour demander la mise en place d’une commission d’enquête internationale pour faire toute la lumière sur les crimes et exactions commis lors des manifestations contre le changement de Constitution.

### Plainte contre Alpha Condé
Après la chute du régime d'Alpha Condé à la suite du coup d'État du 5 septembre 2021 conduit par le colonel Mamadi Doumbouya qui retiennent l'ancien président, les avocats du FNDC portent plainte à la cour pénale internationale contre Alpha Condé et souhaitent qu’une enquête soit ouverte sur les graves violations des droits fondamentaux commises pendant le règne de l’ancien chef d’État guinéen.

### Plainte contre le CNRD
Le 2 août 2022, la avocats du FNDC ont porté plainte contre la junte au pouvoir en Guinée, le 18 août 2022, ils ont signalé à la CPI la mort de huit personnes lors des manifestations en Guinée sous la règne du colonel Mamadi Doumbouya.

### Plainte contre Mamadi Doumbouya
Le 22 juillet 2024, après la disparition de Foniké Menguè et de Billo Bah, les familles déposent une plainte à Paris en France, via les avocats du Front national pour la défense de la constitution (FNDC), à l'encontre de Mamadi Doumbouya.

## Réactions
Les plus grandes forces politiques du pays soutiennent le mouvement et siège au front national pour la défense de la constitution.
Les réactions internationales sont assez prudentes, et la plupart des pays et organisations internationales appellent au dialogue :
Les  Nations unies, la Communauté économique des États de l'Afrique de l'Ouest (CEDEAO), la Délégation de l’ Union européenne, des  États-Unis, de  France, de  Belgique, d’ Italie, d’ Allemagne et du  Royaume-Uni : dans un communiqué conjoint appellent a la retenue et au dialogue.
Le Parti socialiste français, ex allié du RPG, s'est désolidarisé du président Alpha Condé à la suite des démarches d'une délégation du FNDC conduite par Amadou Camara, Dramane Diawara, Sidikiba Keita et l'artiste Djanii Alpha. Olivier Faure, premier secrétaire du parti socialiste, a clairement marqué cette rupture dans un communiqué adressé aux guinéens de France.

## Suite
Après deux ans de lutte contre le troisième mandat d'Alpha Condé qui a été confirmé par la constitution de mars 2020, il sera réélu lors de l'élection présidentiel d'octobre 2020 dès le premier tour.
Les leaders du FNDC sont poursuivis par la justice guinéenne, d'autres enfermés à l'image de Foniké Menguè et d'autres exilés et s'ensuit un mandat d'arrêt à l'encontre de Sékou Koundouno.
Après le coup d'état du 5 septembre 2021, plus de 70 prisonniers politique seraient libérés par la junte et dans un communiqué le mouvement FNDC prend acte de la prise du pouvoir par le CNRD et les appelle à un retour à l'ordre constitutionnel le plus tôt possible par la voie des élections.

## Bilan humain

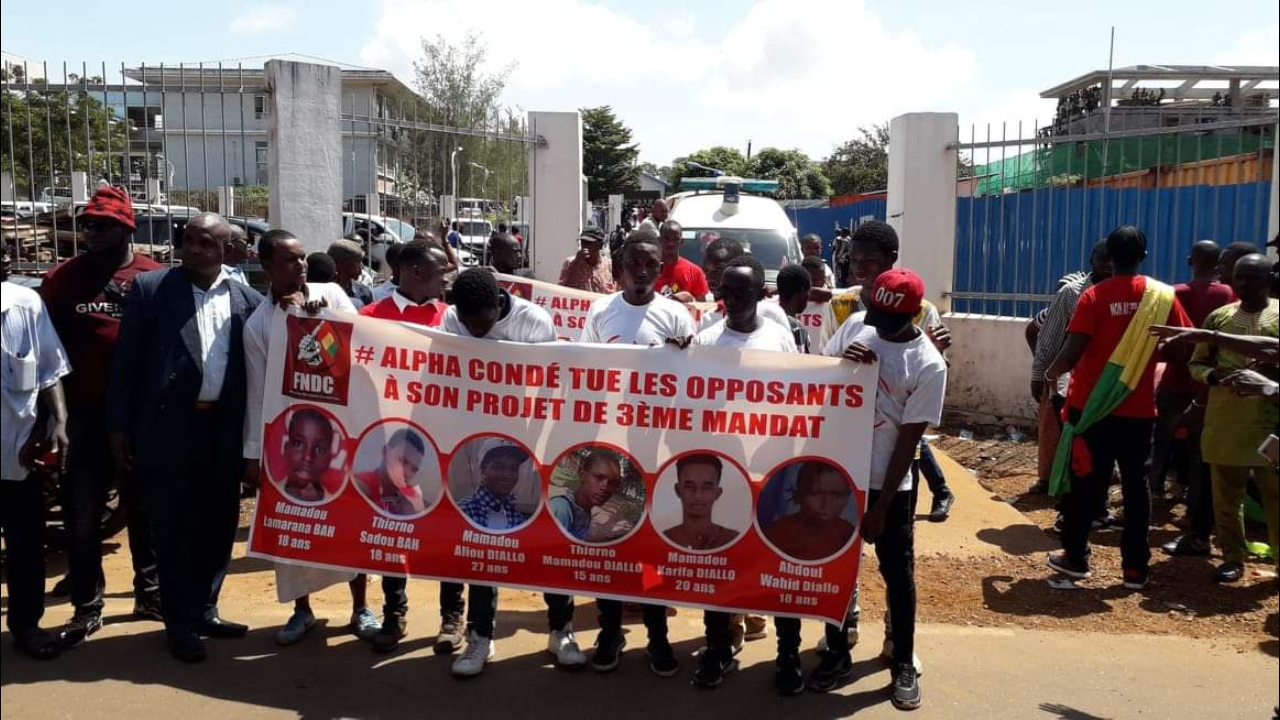
Marche funèbre à Conakry pour les tués pendant le mouvement, 4 novembre 2019.

### 14 au 16 octobre
Du lundi 14 au mercredi 16 octobre le FNDC fait un bilan :
- 12 mort par balles dont 2 travailleurs, 5 élèves et étudiants[74]
- 70 blessés par balles[74]
- 200 arrestations (100 à Conakry, 42 à Mamou, 27 à Boké, 10 à Guéckédou, 13 à Macenta)[74].

### 4 novembre 2019

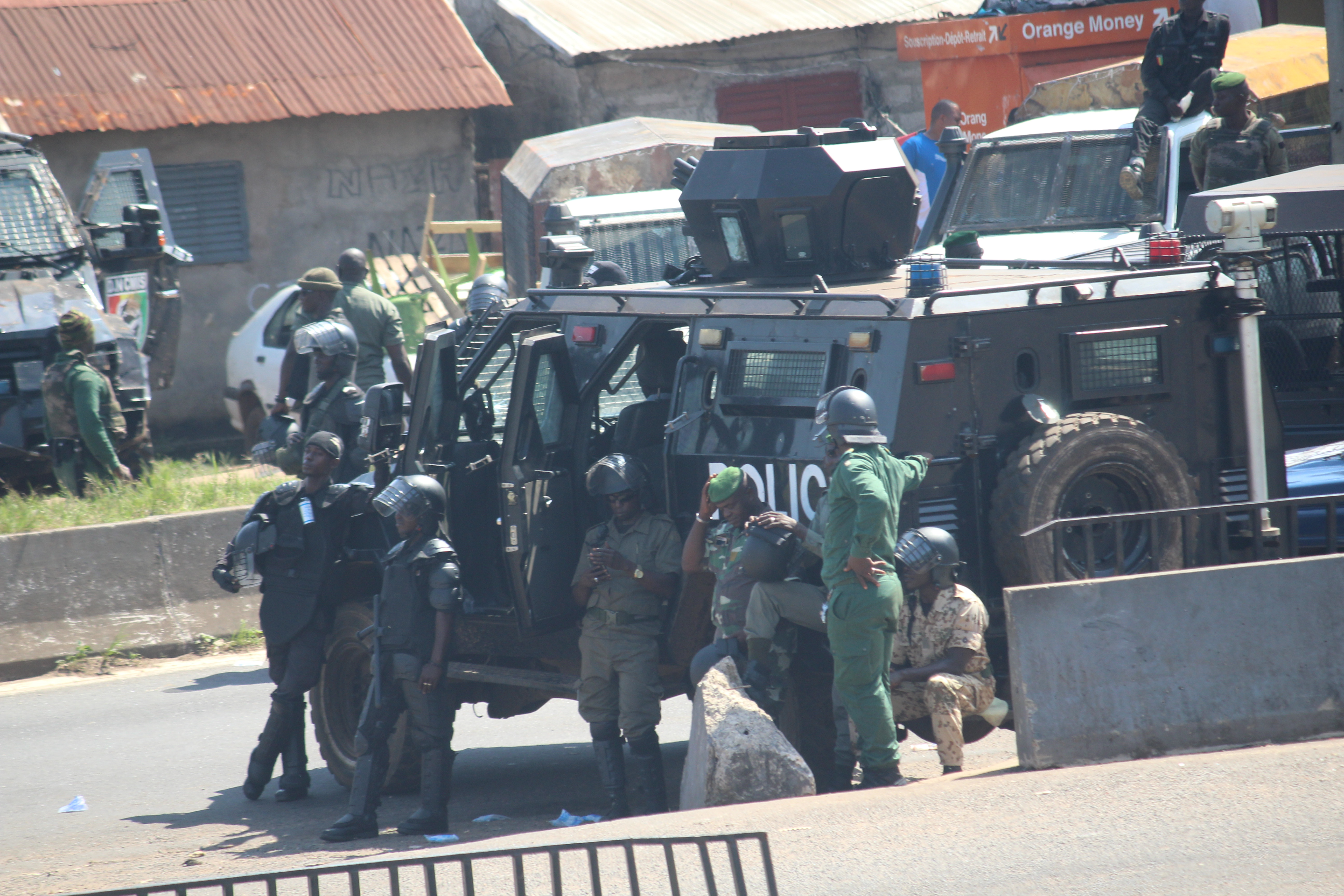
Police à la manifestation du FNDC

En marge de l'enterrement des 11 morts du 14 au 16 octobre au cimetière de bambeto :
- 3 morts[75],[76]
- 6 blesses par balles[77].

### Sous Mamady Doumbouya
- Du 27 au 29 juillet 2022 : quatre décès, une centaine d’arrestations et plusieurs blessés graves[78].
- Le 17 août 2022 : deux décès, des arrestations et plusieurs blesses enregistre à Conakry, Dalaba et Labé[79].

## Liste des morts depuis le début du mouvement

Ambulance de la Croix-Rouge

| No                                         | Nom et prénoms                 | Professions                  | Ville d'origine              | Âges                         | Villes de décès              | Date |
| Sous le régime d'Alpha Condé               | Sous le régime d'Alpha Condé   | Sous le régime d'Alpha Condé | Sous le régime d'Alpha Condé | Sous le régime d'Alpha Condé | Sous le régime d'Alpha Condé | Sous le régime d'Alpha Condé |
| ------------------------------------------ | ------------------------------ | ---------------------------- | ---------------------------- | ---------------------------- | ---------------------------- | --- |
| 01                                         | Mouctar Condé                  |                              |                              |                              | N'Zérekoré                   | 13 juin 2019 |
| 02                                         | Mamadou Lamarana Bah           | Élève                        |                              | 16                           | Conakry                      | Entre le 14 et le 16 octobre |
| 03                                         | Thierno Sadou Bah              | Chauffeur                    |                              | 18                           | Conakry                      | Entre le 14 et le 16 octobre |
| 04                                         | Mamadou Karffa Diallo          | Élève                        |                              | 22                           | Conakry                      | Entre le 14 et le 16 octobre |
| 05                                         | Mamadou Aliou Diallo           | Maçon                        |                              | 24                           | Conakry                      | Entre le 14 et le 16 octobre |
| 06                                         | Amadou Oury Diallo             | Chauffeur                    |                              | 25                           | Conakry                      | Entre le 14 et le 16 octobre |
| 07                                         | Abdoulaye Timbo Sow            | Marchand                     |                              | 27                           | Conakry                      | Entre le 14 et le 16 octobre |
| 08                                         | Thierno Mamadou Kalidou Diallo | Médecin stagiaire            |                              | 27                           | Conakry                      | Entre le 14 et le 16 octobre |
| 09                                         | Ousmane Kéita                  | Taxi-Motard                  |                              | 22                           | Conakry                      | Entre le 14 et le 16 octobre |
| 10                                         | Boubacar Diallo                | Élève                        |                              | 14                           | Conakry                      | Entre le 14 et le 16 octobre |
| 11                                         | Thierno Aliou Barry            | Lycéen                       |                              | 17                           | Mamou                        | Entre le 14 et le 16 octobre |
| 12                                         | Thierno Mamadou Diallo         |                              |                              | 15 ans                       |                              | |
| 13                                         | Abdoul Wahid Diallo            |                              |                              | 17ans                        |                              | |
| 14                                         | Amadou Sow                     |                              |                              | 22 ans                       |                              | |
| 15                                         | Alpha Souleymane Diallo        | Lycéen                       | Téliré (Mali)                | 16                           | Conakry                      | 14 novembre 2019 |
| 16                                         | Abdourahamane Diallo           | conducteur de taxi-moto      | Mitty (Dalaba)               | 19                           | Conakry                      | 14 novembre 2019 |
| 17                                         | Amadou Oury Bary               |                              | Maréla (Faranah)             | 32                           | Conakry                      | 14 novembre 2019 |
| 18                                         | Chérif Bah                     |                              |                              | 15 ans                       |                              | 14 novembre 2019 |
| 19                                         | Mohamed Sylla                  |                              |                              | 17 ans                       |                              | 14 novembre 2019 |
| 20                                         | Abdourahim Diallo              |                              |                              | 17 ans                       |                              | 14 novembre 2019 |
| 21                                         | Alimou Bah                     |                              |                              | 21 ans                       |                              | 14 novembre 2019 |
| 22                                         | Mamadou Mouctar Diallo         |                              |                              | 19 ans                       |                              | |
| 23                                         | Mamadou Saidou Diallo          |                              |                              | 24 ans                       |                              | 6 décembre |
| 24                                         | Mamadou Sow                    |                              |                              | 21 ans                       |                              | 13 au 14 janvier 2020 |
| 25                                         | Alhassane Diallo               |                              |                              | 15 ans                       |                              | 13 au 14 janvier 2020 |
| 26                                         | Souleymane Diallo              |                              |                              | 18 ans                       |                              | 13 au 14 janvier 2020 |
| 27                                         | Alpha Ousmane Barry            |                              |                              | 20 ans                       |                              | 23 janvier 2020 |
| 28                                         | Mamadou Kossa Diallo           |                              |                              | 15 ans                       |                              | 23 janvier 2020 |
| 29                                         | Aldiouma Diallo                |                              |                              |                              |                              | 23 janvier 2020 |
| 30                                         | Mamadou Moussa Barry           |                              |                              | 19 ans                       |                              | 28 au 29 janvier 2020 |
| 31                                         | Mamadou Issa Bah               |                              |                              | 22 ans                       |                              | 28 au 29 janvier 2020 |
| 32                                         | Mamadou Saidou Bah             |                              |                              | 20 ans                       |                              | 28 au 29 janvier 2020 |
| 33                                         | Idrissa Barry                  |                              |                              | 15 ans                       |                              | 13 février 2020 |
| 34                                         | Souleymane Barry               |                              |                              | 17 ans                       |                              | 20 février 2020 |
| 35                                         | El Hadj Ibrahima Diallo        |                              |                              | 17 ans                       |                              | 5 mars 2020 |
| 36                                         | Diallo Nassouroulaye           |                              |                              | 18 ans                       |                              | 22 mars 2020 |
| 37                                         | Boubacar Barry                 |                              |                              | 35 ans                       |                              | 22 mars 2020 |
| 38                                         | Thierno Oumar Diallo           |                              |                              |                              |                              | 22 mars 2020 |
| 39                                         | Hafiziou Diallo                |                              |                              | 28 ans                       |                              | 22 mars 2020 |
| 40                                         | Mamadou Oury                   |                              |                              | 23 ans                       |                              | 22 mars 2020 |
| 41                                         | Mamadou Bailo Diallo           |                              |                              | 12 ans                       |                              | 22 mars 2020 |
| 42                                         | Ousmane Barry                  |                              |                              | 23 ans                       |                              | 22 mars 2020 |
| 43                                         | Issa Yero Diallo               |                              |                              | 29 ans                       |                              | 22 mars 2020 |
| 44                                         | Thierno Mamadou Barry          |                              |                              | 20 ans                       |                              | 22 mars 2020 |
| 45                                         | Mamadou Aliou Sow              |                              |                              | 28 ans                       |                              | Blessé le 22 mars et décédé le 24 |
| 46                                         | Mamadou Saliou Bah             |                              |                              |                              |                              | Blessé le 22 mars et décédé le 27 |
| Sous le régime du colonel Mamadi Doumbouya |                                |                              |                              |                              |                              | |
| 01                                         | Alpha Mamadou Diallo           |                              |                              |                              | Hamdallaye prince            | tué par balle le 1er juin 2022 |
| 02                                         | Abdoulaye Barry                |                              |                              |                              | Hamdallaye 2                 | atteint par balle le 28 juillet 2022 |
| 03                                         | Amadou Sow                     |                              |                              |                              | Hamdallaye 1                 | arrêté la veille de la manifestation du 27 juillet 2022, libéré deux jours après. Il est décédé quelques heures après sa libération le samedi 30 juillet 2022 |
| 04                                         | Mamadou Bella Barry            |                              |                              |                              | Hamdallaye plaque Cellcom    | mort par balle le 29 juillet 2022 |
| 05                                         | Mamadou Lamarana Diallo        |                              |                              |                              | Koloma 2                     | il a reçu la balle à Koloma 2 et meure à l'hôpital Donka le 29 juillet 2022                                                                                   |
| 06                                         | Amadou Camara                  |                              |                              |                              | Dar es Salam 1               | mort par balle le 29 juillet 2022 |
| 07                                         | Ibrahima Baldé                 |                              |                              |                              | Wanindara                    | tué par balles le 17 août 2022 |
| 08                                         | Alpha Oumar Barry              |                              |                              |                              | Bambeto                      | tué par balles le 17 août 2022 |
| 09                                         | Thierno Bella Diallo           |                              |                              |                              | Hamdallaye 2                 | tué par balle le 21 octobre 2022 |
| 10                                         | Thierno Moussa Barry           |                              |                              |                              | Bailobaya                    | tué par balle le 21 octobre 2022 |
| 11                                         | Thierno Boubacar Diallo        |                              |                              |                              | Koloma 2                     | tué par balle le 21 octobre 2022 |
| 12                                         | Thierno Amadou Sow             |                              |                              |                              | Bantounka 1                  | blessé par balle à Bantounka 1 le jeudi 21 octobre 2022, décédé le lendemain vendredi 22 octobre 2022 à la suite de la blessure par balle                     |
| 13                                         | Amadou Bah                     |                              |                              |                              | Hamdallaye 1                 | tué par balle le 22 octobre 2022 |
| 14                                         | Mouctar Diallo                 |                              |                              |                              | Bomboli                      | tué par balle le 03 septembre 2022 |
| 15                                         | Ibrahima Diallo                |                              |                              |                              | Sonfonia Gare 2              | tué par balle le 16 février 2023 |
| 16                                         | Abdoul Karim Bah               |                              |                              |                              | Hamdallaye                   | tué par balle le 16 février 2023 |
| 17                                         | Mamadou Kenda Doumbouya        |                              |                              |                              |                              | succombe le vendredi 17 février 2023 à la suite de la blessure par balle qui l’a atteint le jeudi 16 février 2023.                                            |
| 18                                         | Thierno Ousmane Diallo         |                              |                              | 15                           | Hamdallaye 2                 | blessé par balle dans la nuit du Mardi 14 mars 2023, il a succombé à ses blessures le mercredi 15 mars 2023.                                                  |
| 19                                         | Mamadou Aliou Barry            | Etudiant                     |                              | 20                           |                              | tué par balle dans la nuit du 19 au 20 mars 2023. |
| 20                                         | Elhadj Mamoudou Barry          |                              |                              |                              | Wanindara                    | un malade mentale a été percuté par pickup des FDS la nuit du 1er mai 2023 à 1h à wanindara.                                                                  |
| 21                                         | Alhassane Bah                  |                              |                              | 18                           | Wanindara                    | tué par balle le mardi 09 mai 2023 après l’enterrement du précèdent Elhadj Mamadou BARRY.                                                                     |
| 22                                         | Ibrahima sory Diallo           | couturier                    |                              | 18                           | Hamdallaye 2                 | tué par balle le 10 mai 2023 |
| 23                                         | Ousmane Bah                    |                              |                              | 21                           | Cosa                         | tué par balle le 10 mai 2023 |
| 24                                         | Thierno Ousmane Diallo         |                              |                              |                              | Cosa                         | tué par balle le 10 mai 2023 |
| 25                                         | Boubacar Diallo                | élève                        |                              | 15                           | Bomboli                      | tué par balle le 10 mai 2023 |
| 26                                         | Boubacar Sadjo Diallo          |                              | Kébali (Dalaba)              |                              | Wanindara                    | tué par balle le 10 mai 2023 |
| 27                                         | Thierno Ousmane Diallo         | Commerçant                   | Dalaba                       | 82                           | Gbèssia Cité de l'Air        | Décédé suite d'une crise cardiaque, après l'attaque de son domicile pour l'arrestation de son fils Mamadou Bhoye Diallo, le 04 septembre 2023 à Conakry.      |
| 28                                         | Souleymane Diallo              | élève                        |                              | 16                           | Sonfonia gare 2              | tué par balle le 4 septembre 2023 |
| 29                                         | Mamadou Pathé Baldé            |                              |                              |                              | Sonfonia gare 2              | tué par balle le 04 septembre 2023 |
| 30                                         | Mouctar Keita                  |                              |                              |                              | Hamdallaye                   | tué par balles le 5 septembre 2023 |
| 31                                         | Mamadou Tanou Diallo           |                              |                              | 15                           | Wanindara                    | tué par balles le 5 septembre 2023 |
| 32                                         | Abdoulaye Diallo               |                              |                              |                              |                              | touché par balle le 05 septembre a finalement rendu l’âme le jeudi 07 septembre 2023                                                                          |
| 33                                         | Amadou Diao Bah                |                              |                              |                              | Cosa                         | décéder le 27 septembre 2023. Il avait reçu une balle le 05 septembre et a été hospitalisé à l’hôpital sinoguinée.                                            |

## Dans la culture populaire
La musique de Tiken fait l'objet de challenge sur les réseaux sociaux et intermédiaires entre les discours des opposants le 24 octobre sur l'esplanade du stade 28 septembre de Conakry. Plusieurs autres musicien chante pour soutenir le mouvement notamment Takana Zion Amoulanfé, Hezbo rap Amoufuckinglanfé.
Une hymne a été créer pour le mouvement.

## Transition militaire
Après le coup d'état du 5 septembre 2021, le FNDC "prend acte" et s'engager a accompagné la transition militaire et plusieurs anciens membres rejoignent le gouvernement Mohamed Béavogui, notamment : Alpha Soumah (Bill de Sam), Mamoudou Nagnalen Barry et Ousmane Gaoual Diallo.
Le 21 décembre 2021, le FNDC réaffirme son engagement à collaborer et à accompagner le CNRD après que des informations circule dans les médias sur une éventuelles dissolution du mouvement et tient à rappeler que le FNDC est dans l'esprit du CNRD et que « Cette information est distillée par la partie toxique de l'entourage du président du CNRD qui cherche à reconstruire le système combattu par notre Mouvement citoyen au prix du sang d'une centaine de nos compatriotes. »,.
En août 2022, Le gouvernement de guinée annonce la dissolution du mouvement FNDC. Une semaines après, les Nations Unies demandent le rétablissement immédiat du FNDC.

## Historique des coordinateurs
| N° | Nom et prénoms     | Début          | Fin            |
| -- | ------------------ | -------------- | -------------- |
| 01 | Abdourahmane Sanoh | 3 avril 2019   | 3 février 2022 |
| 02 | Foniké Menguè      | 3 février 2022 | En cours       |

## Galerie

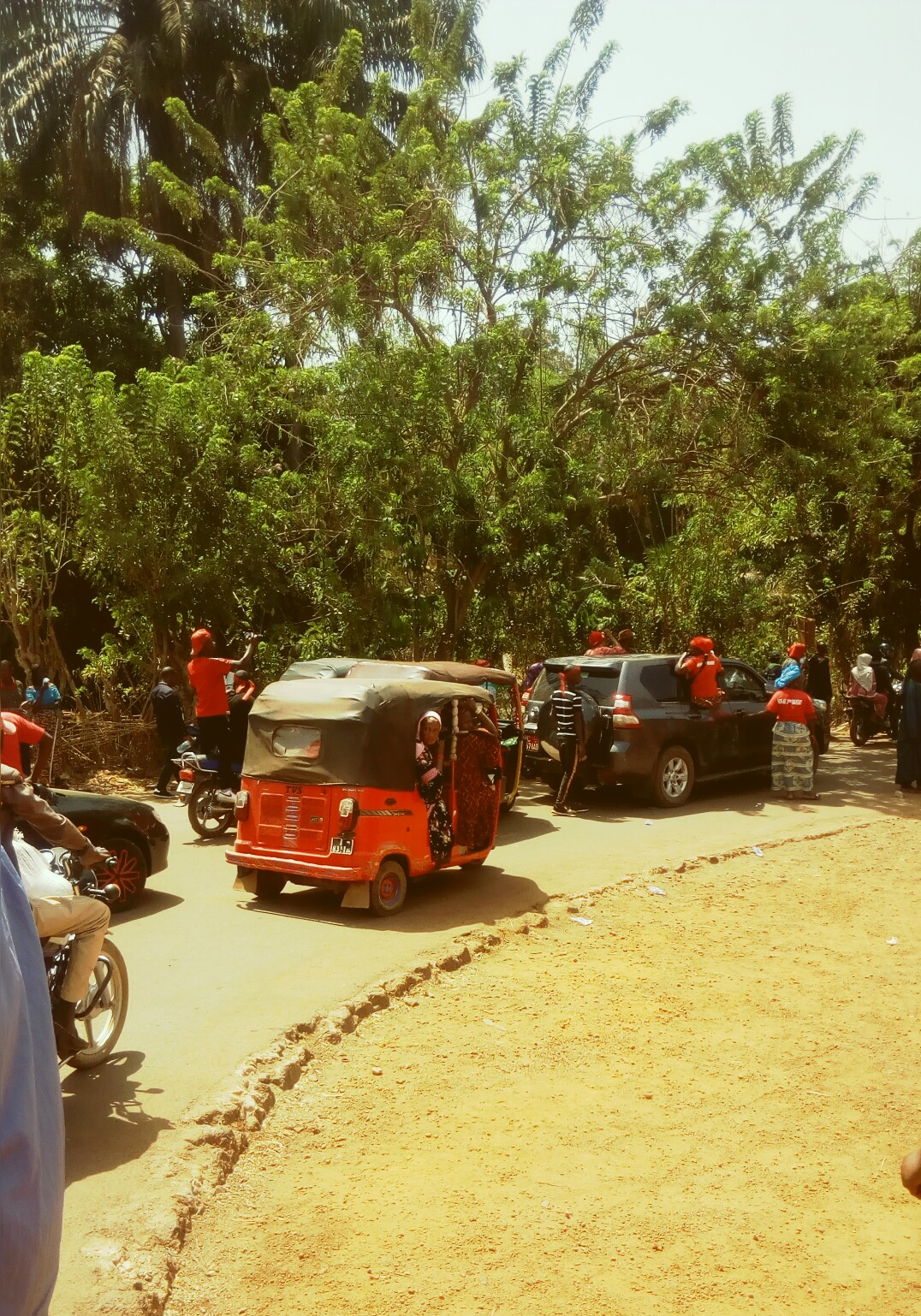
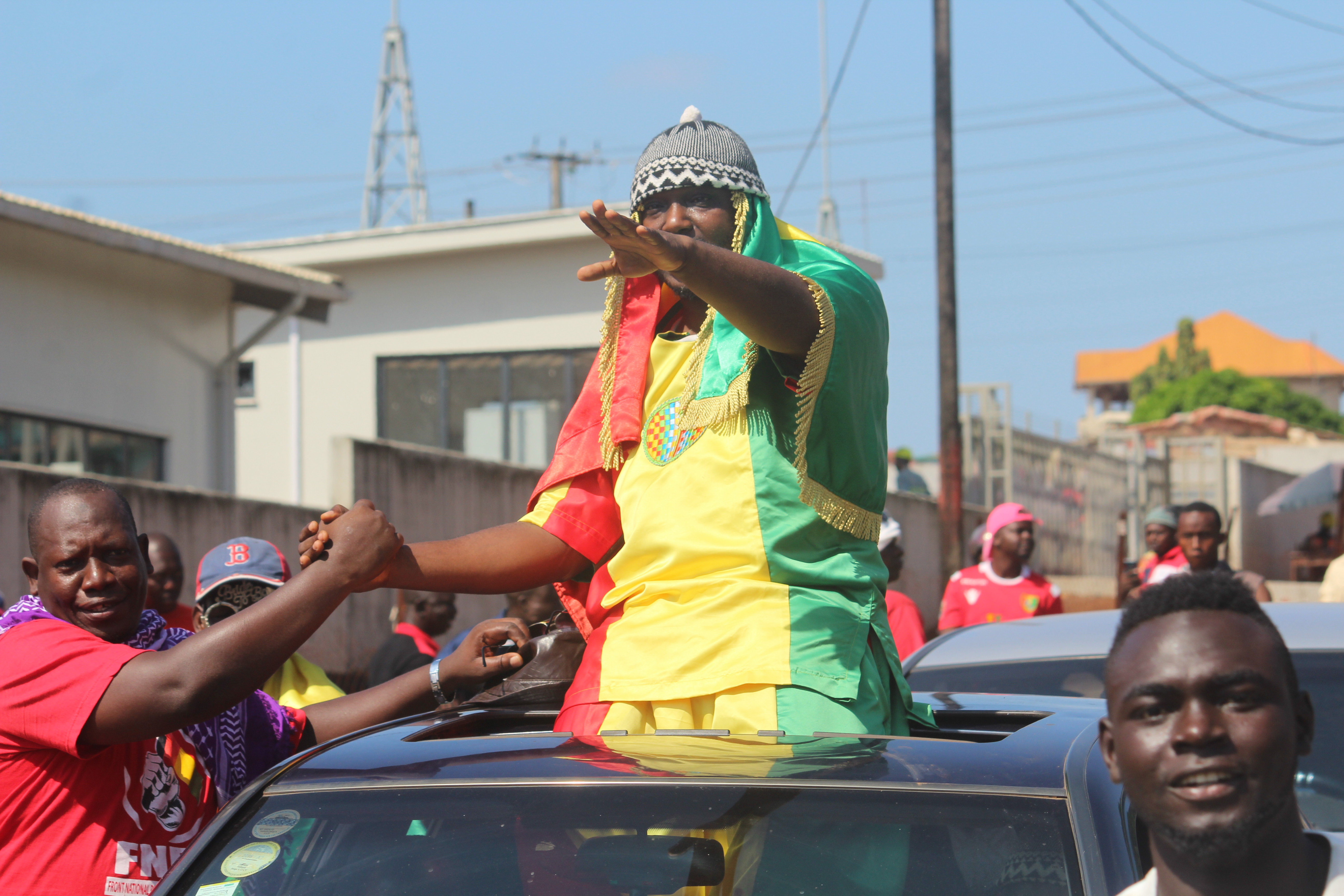
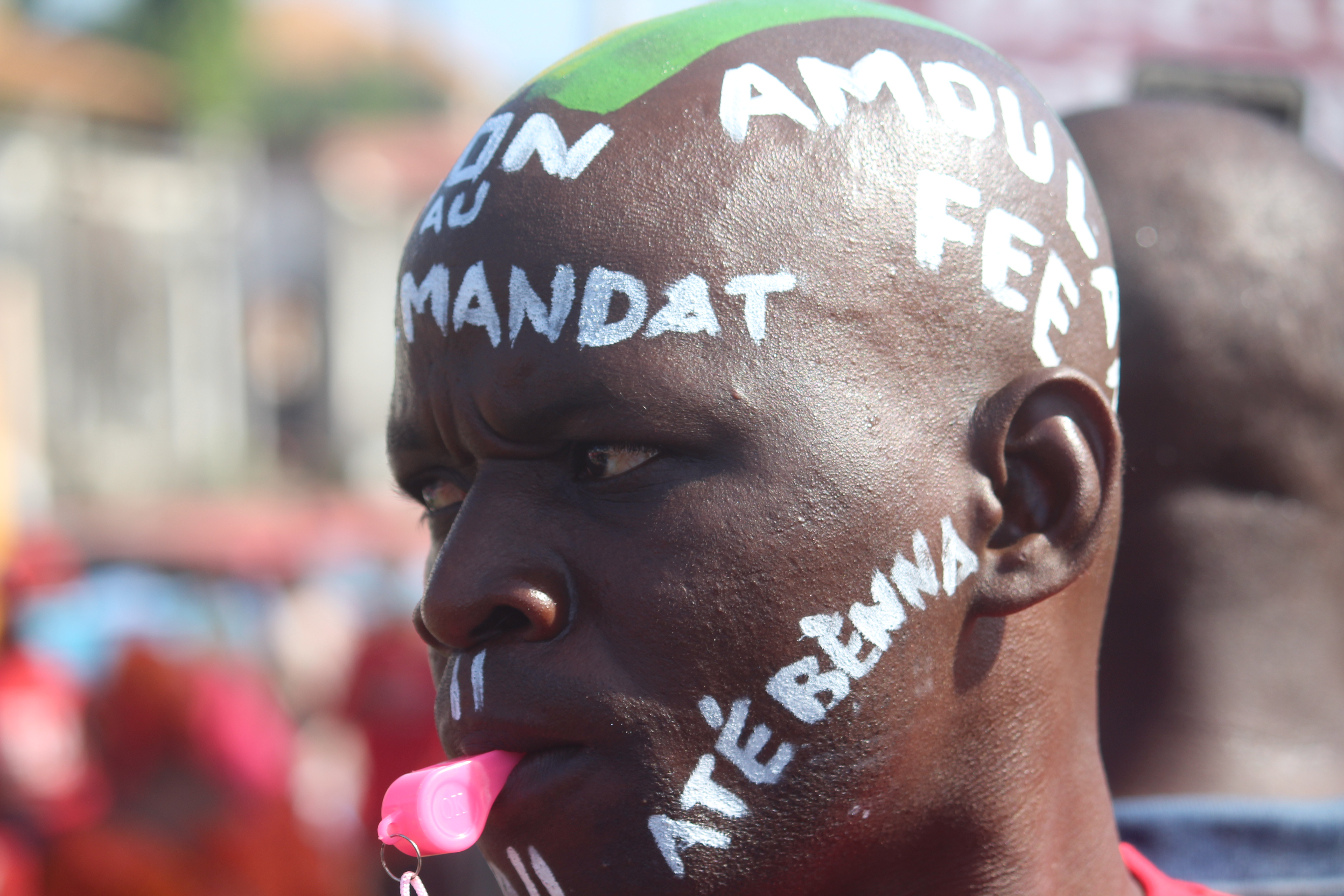
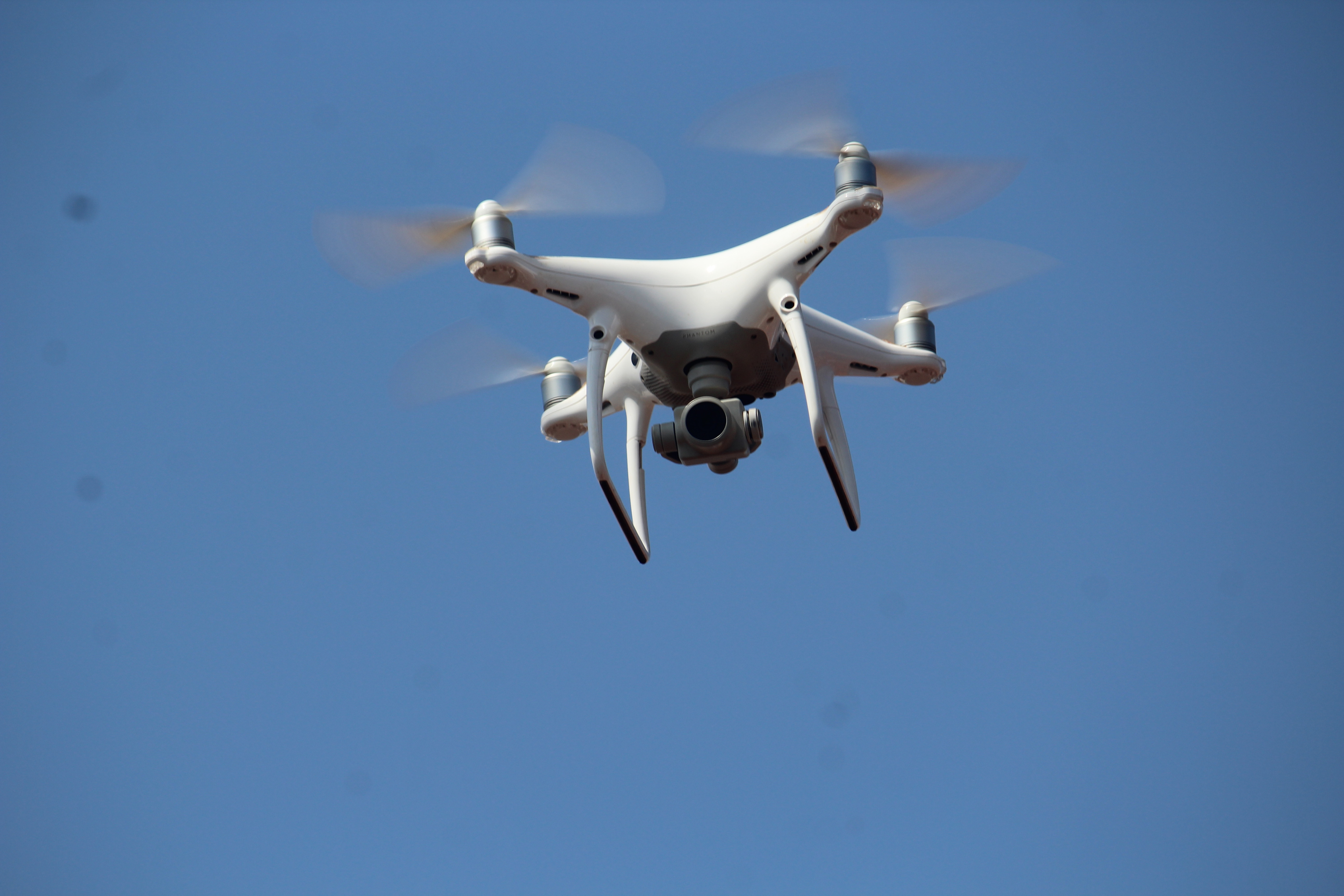

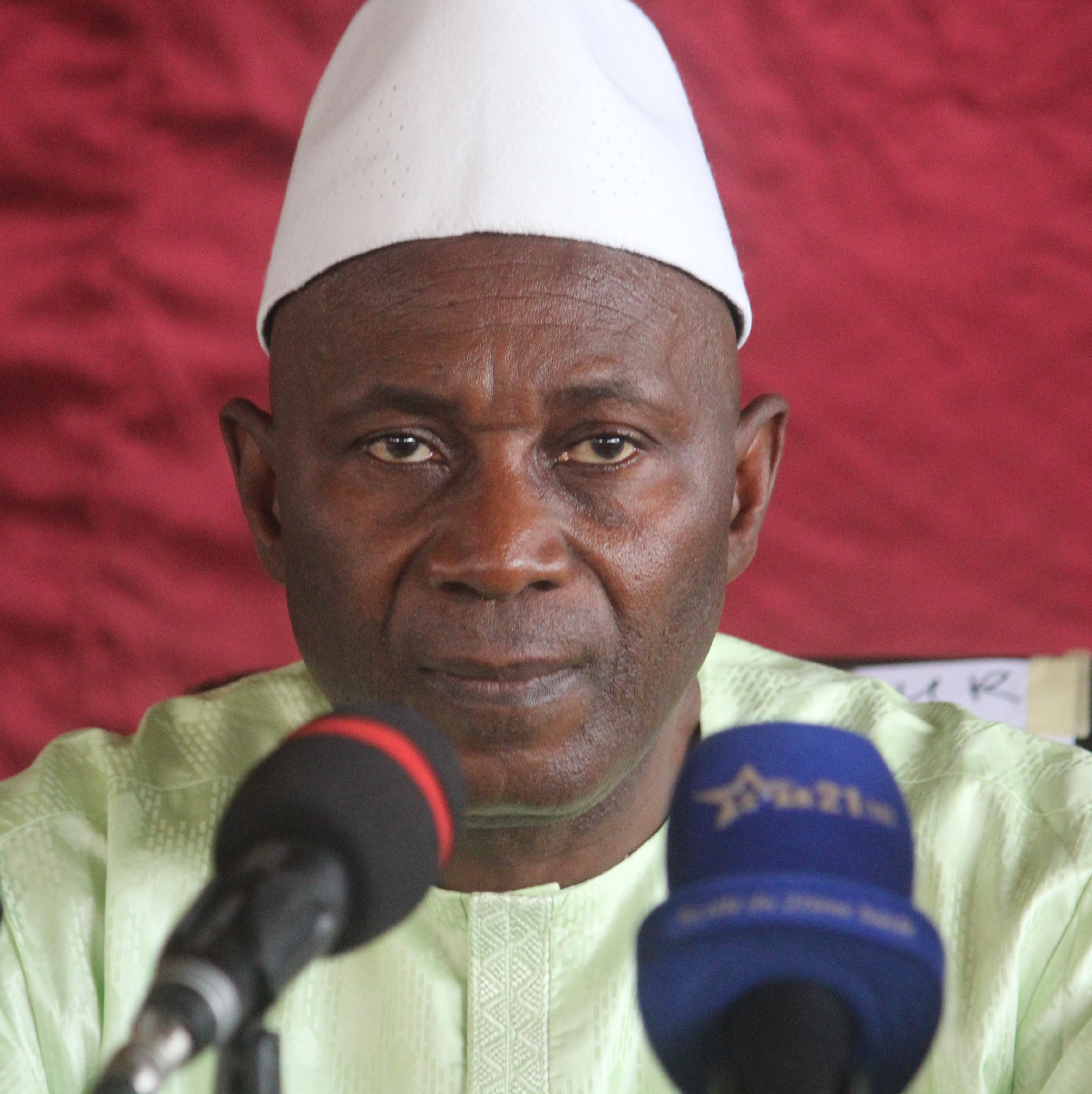
Abdouramane Sanoh
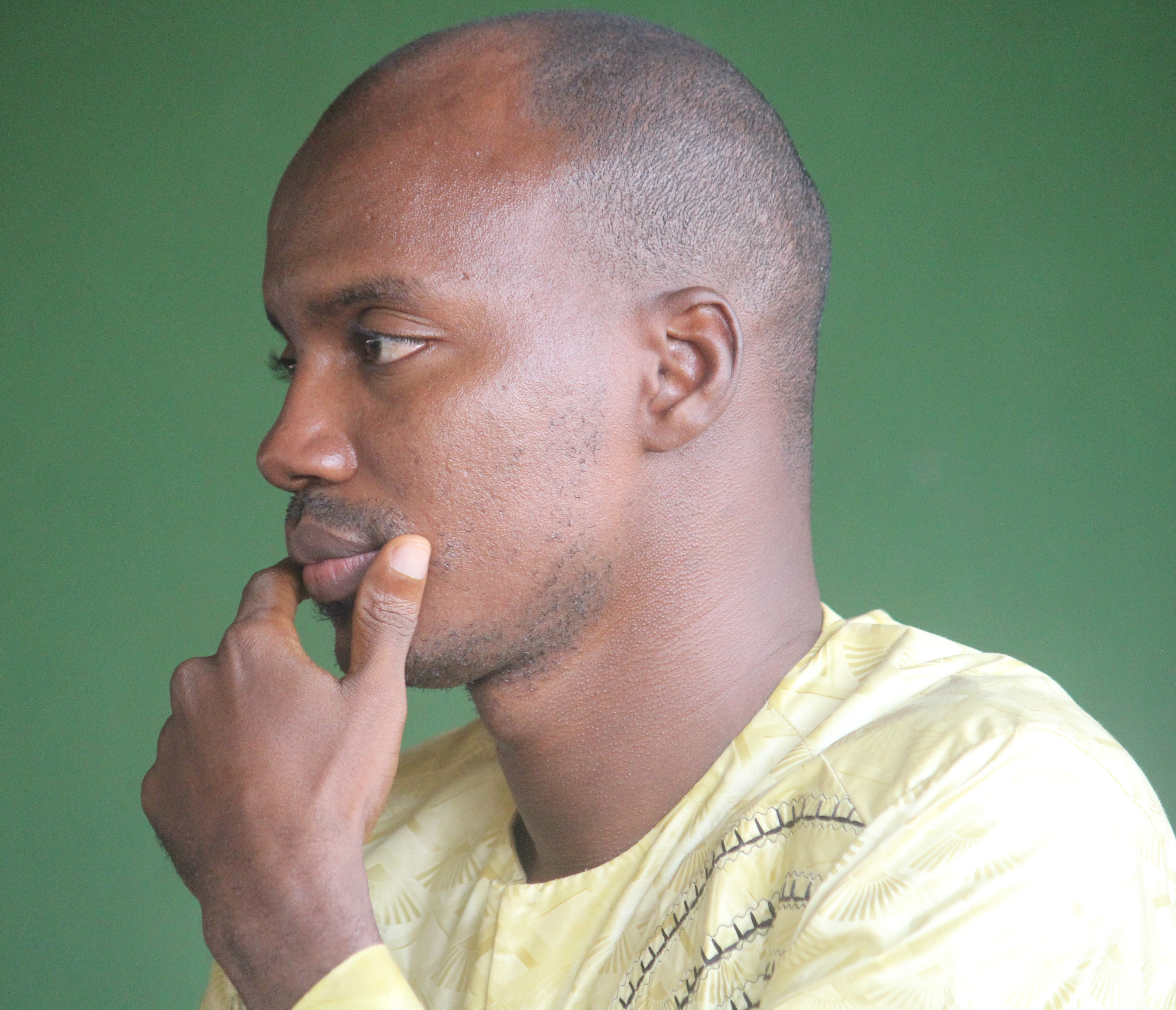
Ibrahima Diallo
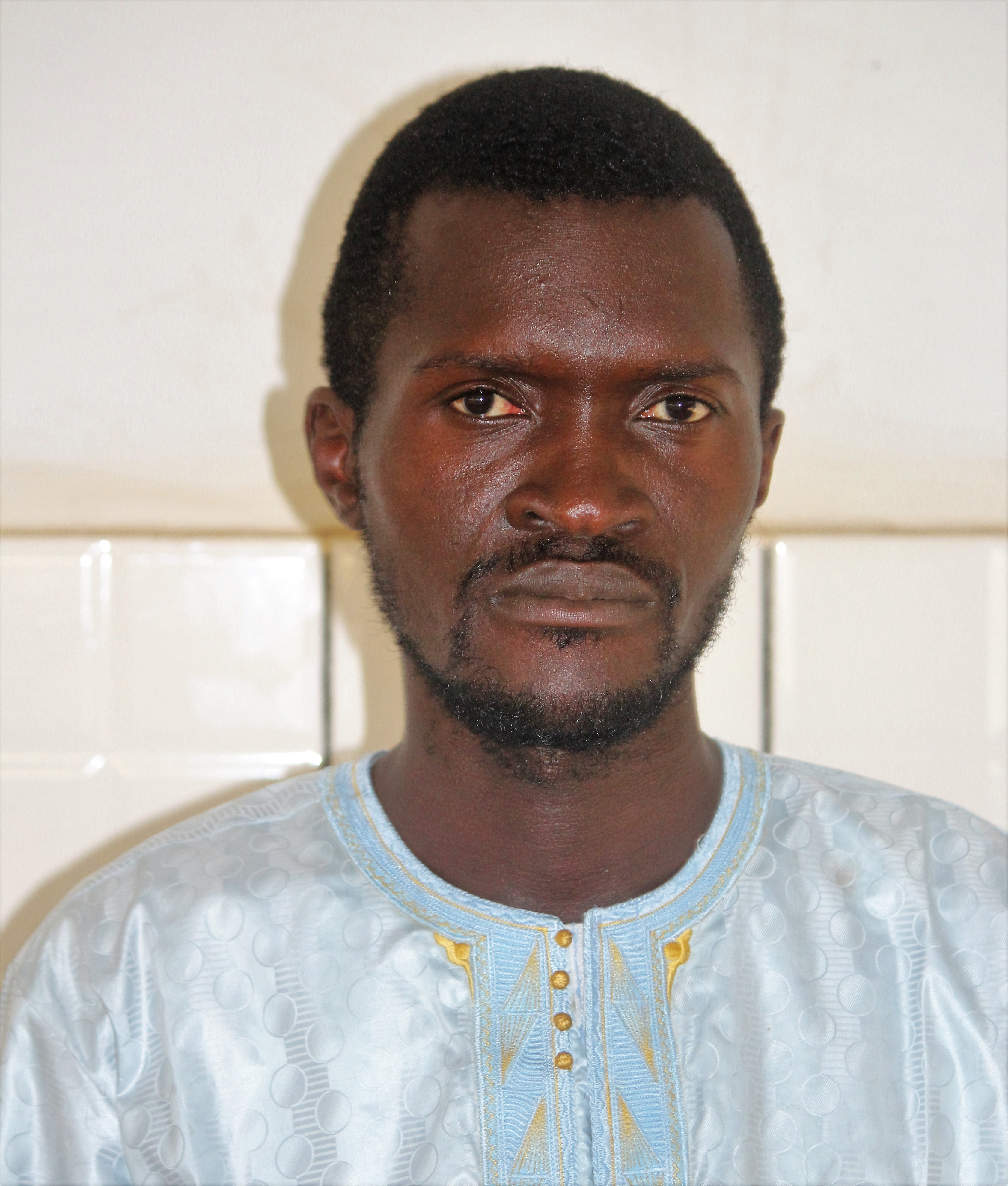
Sékou Koundouno
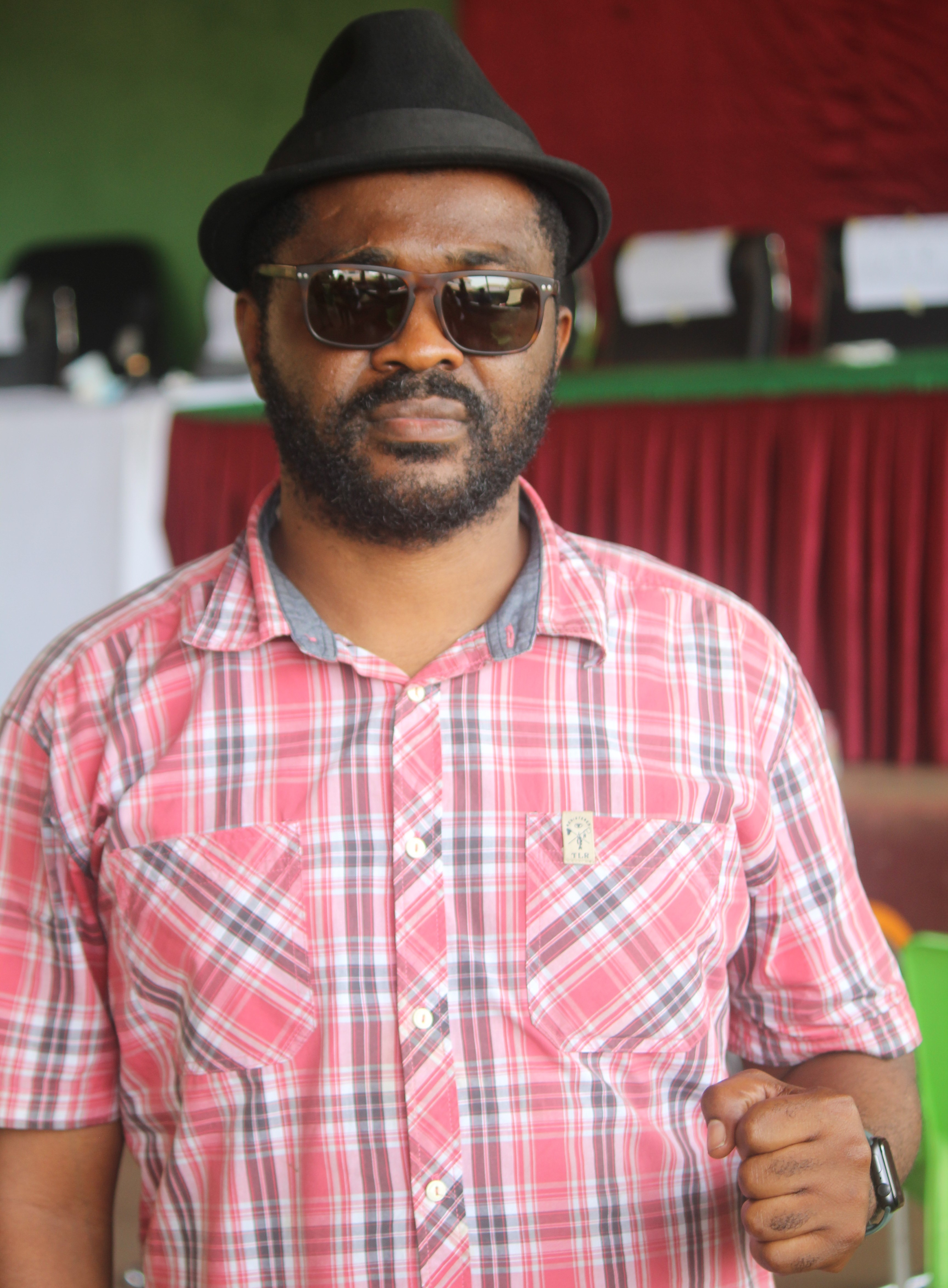
Foniké Menguè
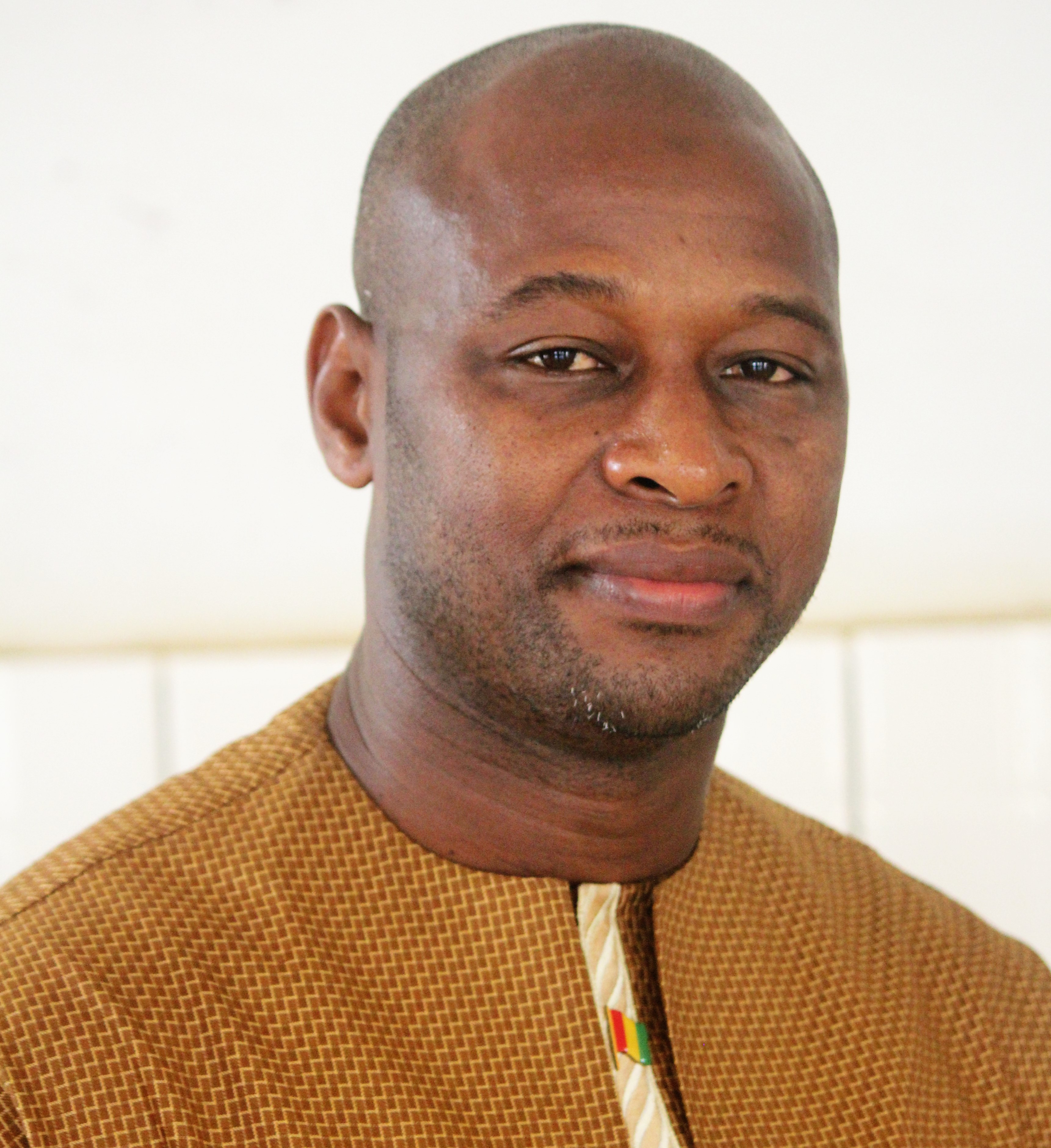
Bailo Destin En Main
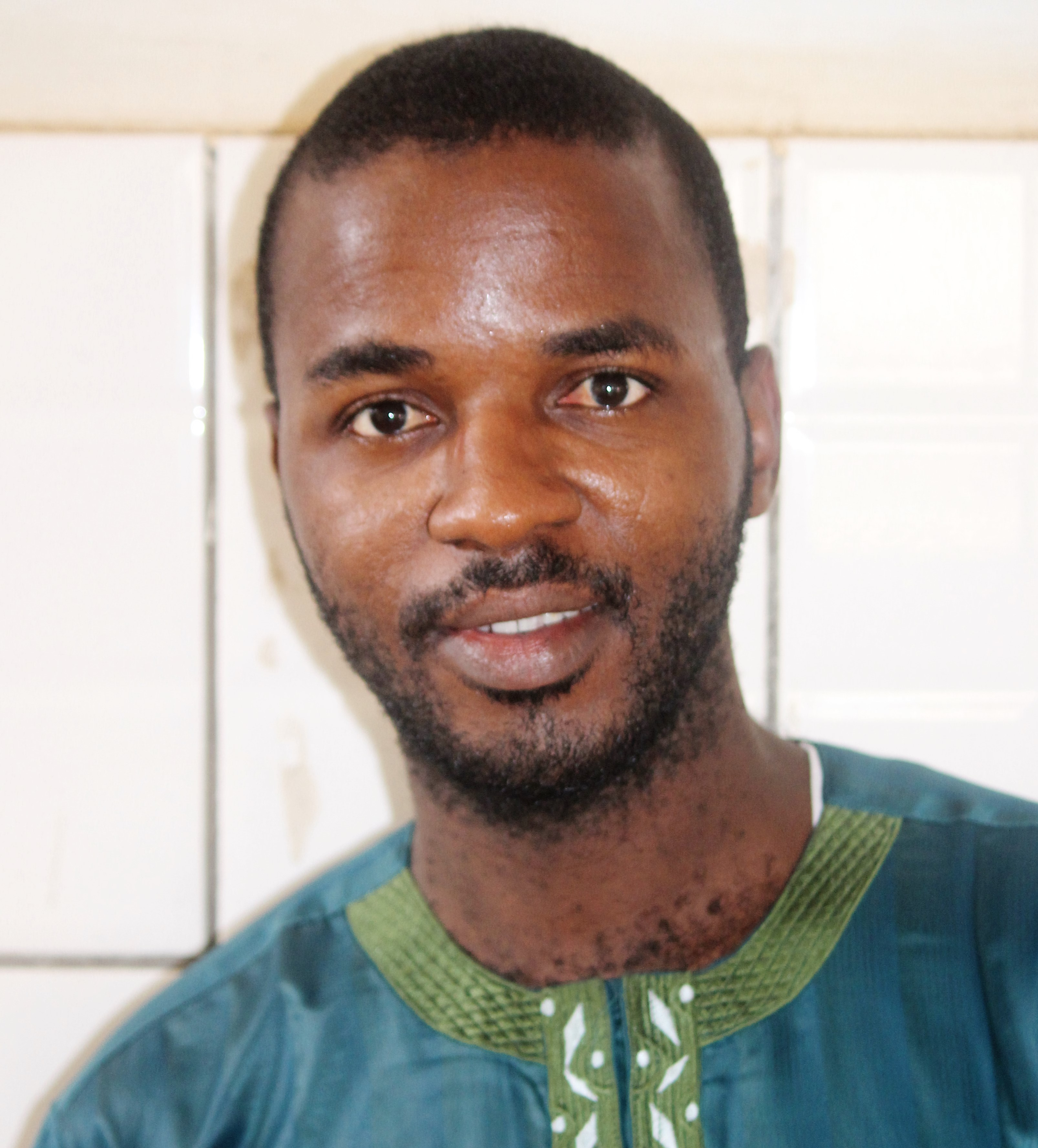
Abdoulaye Oumou
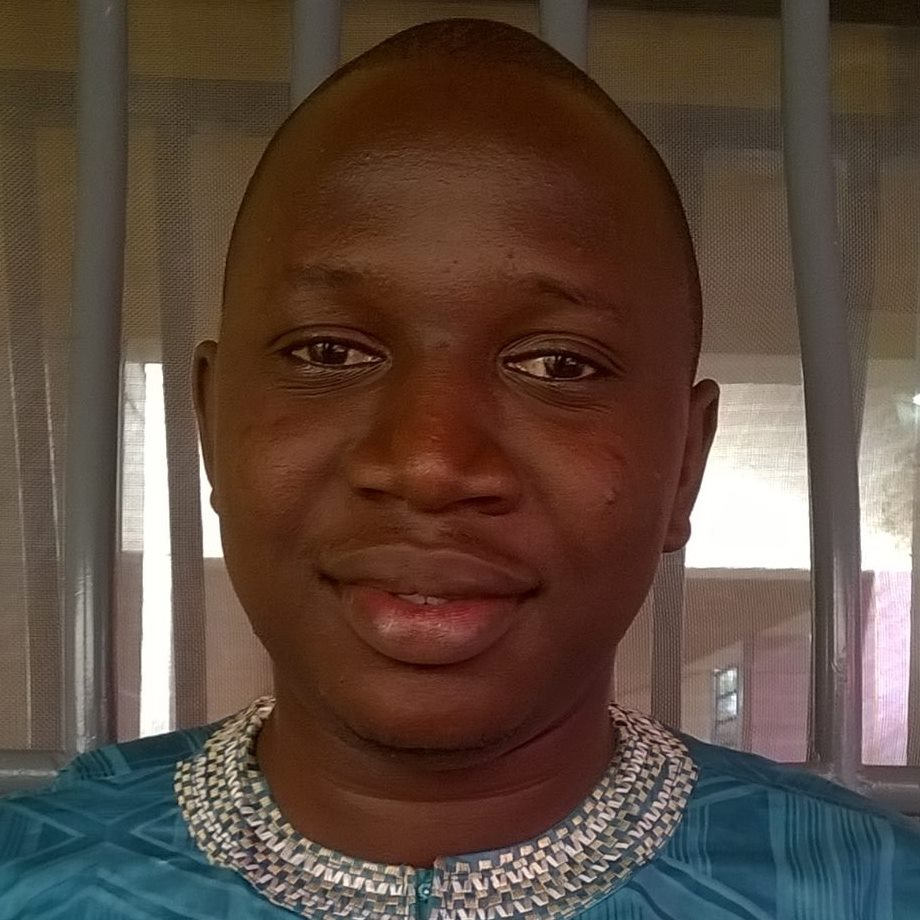
Mamadou Bhoye Diallo